# Szíria a 2013-as úszó-világbajnokságon
Szíria négy úszóval vett részt a 2013-as úszó-világbajnokságon, akik két sportágban indultak.

## Hosszútávúszás
| Versenyző      | Verseny | Idő        | Helyezés   |
| -------------- | ------- | ---------- | ---------- |
| Saleh Mohammad | 10 km   | Nem indult | Nem indult |
| Saleh Mohammad | 25 km   | 5:04:03.6  | 30         |

## Úszás
Férfi
| Versenyző     | Verseny                   | Selejtező | Selejtező | Elődöntő          | Elődöntő          | Döntő             | Döntő             |
| Versenyző     | Verseny                   | Idő       | Helyezés  | Idő               | Helyezés          | Idő               | Helyezés          |
| ------------- | ------------------------- | --------- | --------- | ----------------- | ----------------- | ----------------- | ----------------- |
| Ayman Klzie   | 100 méteres pillangóúszás | 56.48     | 46        | Nem jutott tovább | Nem jutott tovább | Nem jutott tovább | Nem jutott tovább |
| Ayman Klzie   | 400 méteres vegyesúszás   | 4:41.12   | 39        |                   |                   | Nem jutott tovább | Nem jutott tovább |
| Welliam Maksi | 200 méteres gyorsúszás    | 1:56.02   | 53        | Nem jutott tovább | Nem jutott tovább | Nem jutott tovább | Nem jutott tovább |
| Welliam Maksi | 400 méteres gyorsúszás    | 4.05.01   | 41        |                   |                   | Nem jutott tovább | Nem jutott tovább |

Női
| Versenyző   | Verseny                | Selejtező | Selejtező | Elődöntő          | Elődöntő          | Döntő             | Döntő             |
| Versenyző   | Verseny                | Idő       | Helyezés  | Idő               | Helyezés          | Idő               | Helyezés          |
| ----------- | ---------------------- | --------- | --------- | ----------------- | ----------------- | ----------------- | ----------------- |
| Bayan Jumah | 50 méteres gyorsúszás  | 26.94     | 47        | Nem jutott tovább | Nem jutott tovább | Nem jutott tovább | Nem jutott tovább |
| Bayan Jumah | 100 méteres gyorsúszás | 58.13     | 47        | Nem jutott tovább | Nem jutott tovább | Nem jutott tovább | Nem jutott tovább |